# Birnbaum (Wüstung)
Birnbaum ist eine Wüstung im mittleren Unterharz, nahe Neudorf. Das anhaltische Bergbaurevier Birnbaum erhielt seinen Namen nach diesem Ort.

## Geschichte
Die erste urkundliche Erwägung des Ortes stammt aus dem Jahr 1300. Fürst Otto I. von Anhalt erteilte den Klöstern Marienthal, Riddagshausen und Michaelstein Schürfrechte nach Erz im oberen Selketal, insbesondere „in loco qui Birbom vulgariter appelatur“ (an einem Ort, der gewöhnlich Birnbaum genannt wird). Die erste Erwähnung als Siedlung stammt aus dem Jahr 1324.
Die Ansiedlung wurde als „Berbeyme“ schon 1467 als Wüstung erwähnt. 1539 wurden erstmals Taler aus dem Revier geprägt. Eine Nennung als Wüstung „Auf dem Birnbaum“ ist vom Anfang des 17. Jahrhunderts, im Zusammenhang mit dem Vorwerk Birnbaum, bekannt. Um 1573/74 ließ Fürst Joachim Ernst von Anhalt ein hier noch stehendes altes Bergk Hauß abreißen und eine Schäferei errichten, die aber schon einige Jahre später nach Harzgerode verlegt wurde. An ihre Stelle trat ein Vorwerk, zu dem etwas über zehn Hufen Land gehörten. Zu dieser Zeit lag Birnbaum an einer heute nicht mehr bestehenden, von Güntersberge nach Eisleben führenden Straße. 1830 lebten auf dem Vorwerk 18 Personen.
Etwas nördlich der Wüstung wurde 1636 der Birnbaumteich angelegt, der ab 1742 das Aufschlagwasser für die Künste der im Revier Birnbaum gelegenen Gruben Vorderer Birnbaum und Glückstern lieferte. Die 1753 erfolgte Vereinigung des Vorwerks mit der Domäne Neudorf wurde bereits 1896 wieder aufgelöst. Der Bereich wurde danach aufgeforstet. Die heute am Birnbaumteich gelegene Ferienhaussiedlung mit Campingplatz und Gaststätte (Ferienpark Birnbaumteich) gehört aber ebenfalls zu Neudorf.